# Einsatzkommando Finnland
L'Einsatzkommando Finnland (nome ufficiale completo Einsatzkommando der Sicherheitspolizei und des SD beim AOK Norwegen, Befehlsstelle Finnland) fu un'unità paramilitare tedesca attiva nel nord della Finlandia e della Norvegia durante la seconda guerra mondiale, mentre la Finlandia combatteva contro l'Unione Sovietica con il sostegno della Germania nazista.
Era subordinata al Reichssicherheitshauptamt e collaborava con la polizia di sicurezza finlandese Valpo e l'intelligence militare finlandese. L'esistenza dell'Einsatzkommando Finnland è stata rivelata nel 2008 da Oula Silvennoinen in una tesi di dottorato.

## Contesto storico
Diversi studi, tra cui quello della giornalista investigativa Elina Sana poi confluito nel suo libro Luovutetut. Suomen ihmisluovutukset Gestapolle, confermano la tesi secondo cui durante la cosiddetta guerra di continuazione circa 3.000 persone, tra  prigionieri di guerra e civili, furono estradati in Germania in cambio di prigionieri di guerra sovietici ugro-finnici da essa detenuti.
La maggior parte degli estradati si unì all'Esercito russo di liberazione o fu reclutata come spie dietro le linee sovietiche; 520 erano ufficiali politici dell'Armata Rossa o comunisti attivi in altro modo, e anche se si presume che siano stati uccisi dai tedeschi, la loro sorte non si conosce con esattezza.

## Ricerca

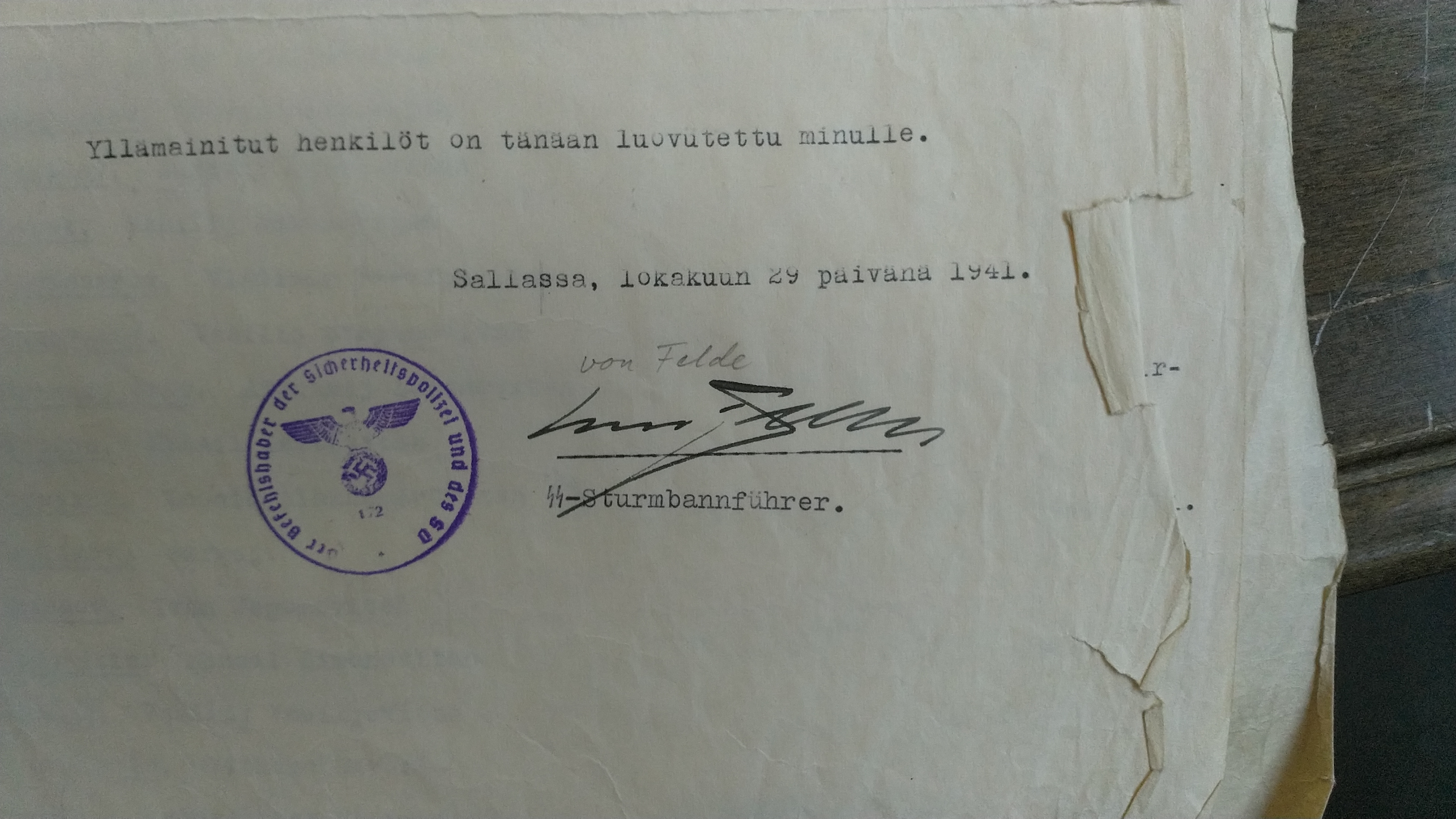
Firma dello SS-Sturmbannfuhler von Felde ("Le persone sopra indicate mi sono state consegnate oggi").

Secondo la ricerca di Silvennoinen, già prima e poi durante la guerra la Finlandia consegnò ai tedeschi presenti nella Finlandia settentrionale e nella Norvegia settentrionale circa 500 prigionieri di guerra e rifugiati, probabilmente tutti giustiziati. Circa il 10% furono ebrei, ma l'appartenenza etnica non sembra essere stata la ragione della loro estradizione.
Le estradizioni iniziarono nell'estate del 1940; alcuni funzionari Valpo fecero da interpreti ai funzionari tedeschi dell'Einsatzkommando Finnland negli interrogatori nei campi di prigionia tedeschi e furono anche complici delle esecuzioni di un numero imprecisato di prigionieri di guerra.
L'Einsatzkommando Finnland operò in due campi di prigionia: lo Stalag 322 a Elvenes in Norvegia e lo Stalag 309 a Salla, all'epoca in Finlandia e oggi in Russia. Quando l'avanzata tedesca verso l'Unione Sovietica si fermò, il flusso di prigionieri in questi campi diminuì sempre più, e alla fine del 1942 l'Einsatzkommando Finnland fu sciolto.
Silvennoinen è un ricercatore presso gli Archivi nazionali finlandesi e la sua tesi fa parte della ricerca sulla morte dei prigionieri di guerra in Finlandia e sulle persone consegnate alla Germania e all'Unione Sovietica dalle autorità finlandesi tra il 1939 e il 1955.